# Processó

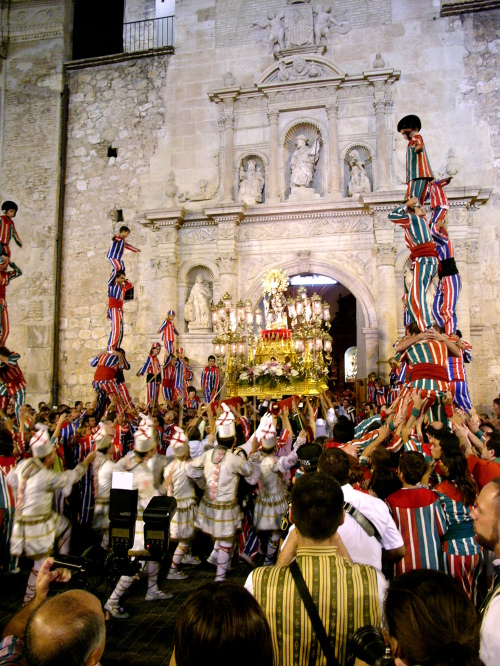
Processó de la Mare de Déu de la Salut d'Algemesí

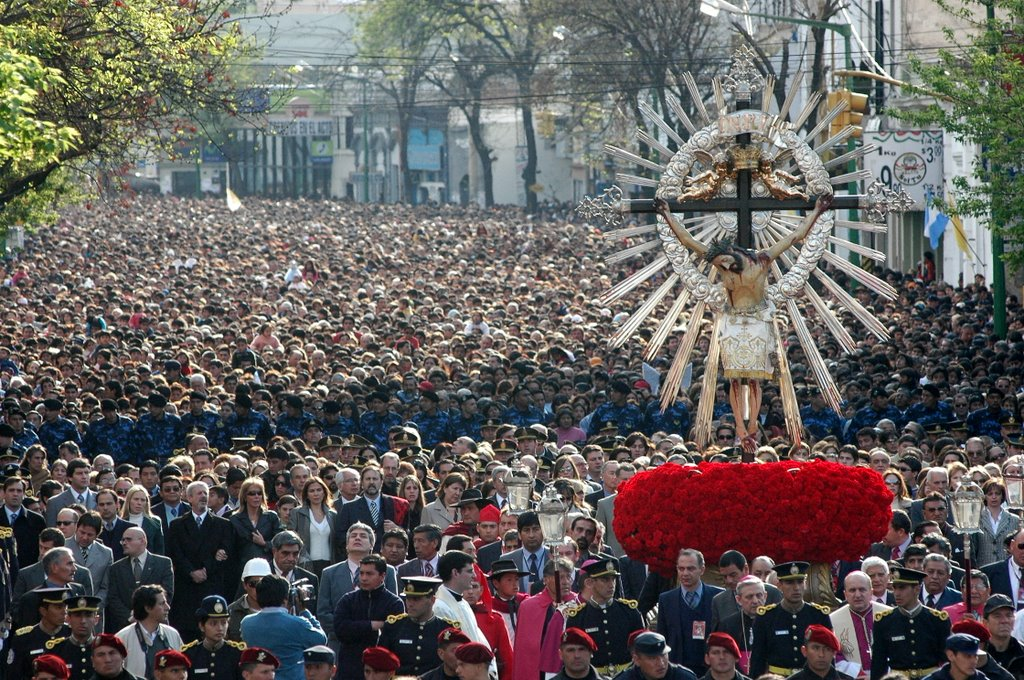
Processó a Província de Salta, Argentina

Una processó o professó és un passeig d'una icona sagrada per una vila o cap a un indret rellevant, com ara un santuari o ermita que permet la participació dels fidels. Algunes són especialment conegudes, com les professons catòliques a Espanya, molt habituals per Setmana Santa.

## Alguns tipus de processons
- Setmana Santa. Es realitzen durant la Setmana Santa. En les processons de Setmana Santa participen diferents col·lectius agrupats en confraries o germandats religioses advocades sota el reconeixement eclesiàstic de penitencials. Així doncs, els confrares surten als carrers amb les seves germandats acompanyant el pas d'un Crist o una Mare de Déu adscrit a un passatge de la Passió de Jesús. Els integrants realitzen les estacions de penitència abillats amb túniques: són penitents natzarens.
- Processó de Glòria. Es realitza amb alguna advocació gloriosa, de la Mare de Déu, del Sant Crist o d'algun Sant.
- Processó marítima. Es fa en part o completament sobre un vaixell. Són molt habituals les de la Mare de Déu del Carme.
- Via Crucis. On es recorda la passió de Jesucrist recorrent, pregant i meditant davant catorze creus o estacions, que representen els episodis del camí de la creu que va fer Jesucrist fins al Calvari, i que es clou amb els episodis de la crucifixió i l'enterrament.[3]
- Rosari de l'Aurora. Es fa a primera hora del matí, poc després d'haver clarejat, i es resen els misteris del Rosari.
- Rosari de les espalmatòries. També es resen els misteris del Rosari, però una vegada s'ha fet fosc. Els participants van amb espelmes.
- Processó d'impedits. Es duu l'hòstia als malalts que no poden desplaçar-se a l'església.
- Processó de rogacions. Es fa per demanar algun favor, habitualment la pluja. Molt normals en segles passats, ara són poc habituals.
- Processó de Corpus. En la qual es passeja l'Hòstia consagrada, en la festivitat homònima.
- Infantils. Organitzades i integrades per nens. En són exemples la Processó dels Nens de San Blas i la Processó del Corpus, ambdues en el municipi madrileny de Robledo de Chavela o la Processó dels Facundillos, el Diumenge de Resurrecció de la Setmana Santa a Granada (Andalusia).